# Пружанський ключ
Пружанський ключ (волость) — група населених пунктів у складі Пружанської губернії. На чолі стояв ключовий економ. По даних коморника Людвіка Кройца, мав в 1765 році 553 волоки.
Стан на 1783 рік:

## міста
- Пружани

## села
- Арабники
- Бакуни
- Добучин
- Жадзєни
- Лєжайка
- Огороднікі
- Поросляни
- Яковічі

## авульс
- Бєлосовщизна